# Iberus Vallis
L'Iberus Vallis è una struttura geologica della superficie di Marte.